# Macho Man
Macho Man es el segundo álbum de estudio de la agrupación estadounidense Village People, publicado el 27 de febrero de 1978. El álbum logró repercusión comercial debido principalmente a los sencillos "Macho Man" y "Key West".

## Lista de canciones
- Todas las canciones escritas por Henri Belolo, Jacques Morali, Peter Whitehead y Victor Willis, excepto donde se indique lo contrario.

| N.º | Título | Duración |  |
| 1.  | «Macho Man» | 5:14     |  |
| 2.  | «I Am What I Am»                                                                                                 | 5:38     |  |
| 3.  | «Key West» | 5:46     |  |
| 4.  | «Medley: Just a Gigolo/I Ain't Got Nobody» (Leonello Casucci, Irving Caesar / Spencer Williams, Roger A. Graham) | 4:37     |  |
| 5.  | «Sodom and Gomorrah»                                                                                             | 6:15     |  |

## Certificaciones
| País           | Organismo certificador | Certificación     | Ventas certificadas | Ref   |
| -------------- | ---------------------- | ----------------- | ------------------- | ----- |
| Estados Unidos | RIAA                   | Platino           | 1 000               | [ 3 ] |
| Canadá         | CRIA                   | 3x Triple platino | 300 000             | [ 4 ] |